# Coupe de France 1929/1930
Třináctý  ročník Coupe de France (francouzského fotbalového poháru) se konal od září 1929 do 27. dubna 1930. Celkem turnaj hrálo 408 klubů.
Trofej získal poprvé v klubové historii, poražený finalista minulé sezony FC Sète 34, který ve finále porazil RC France 3:1.